# مهرجان التراشق بالطماطم

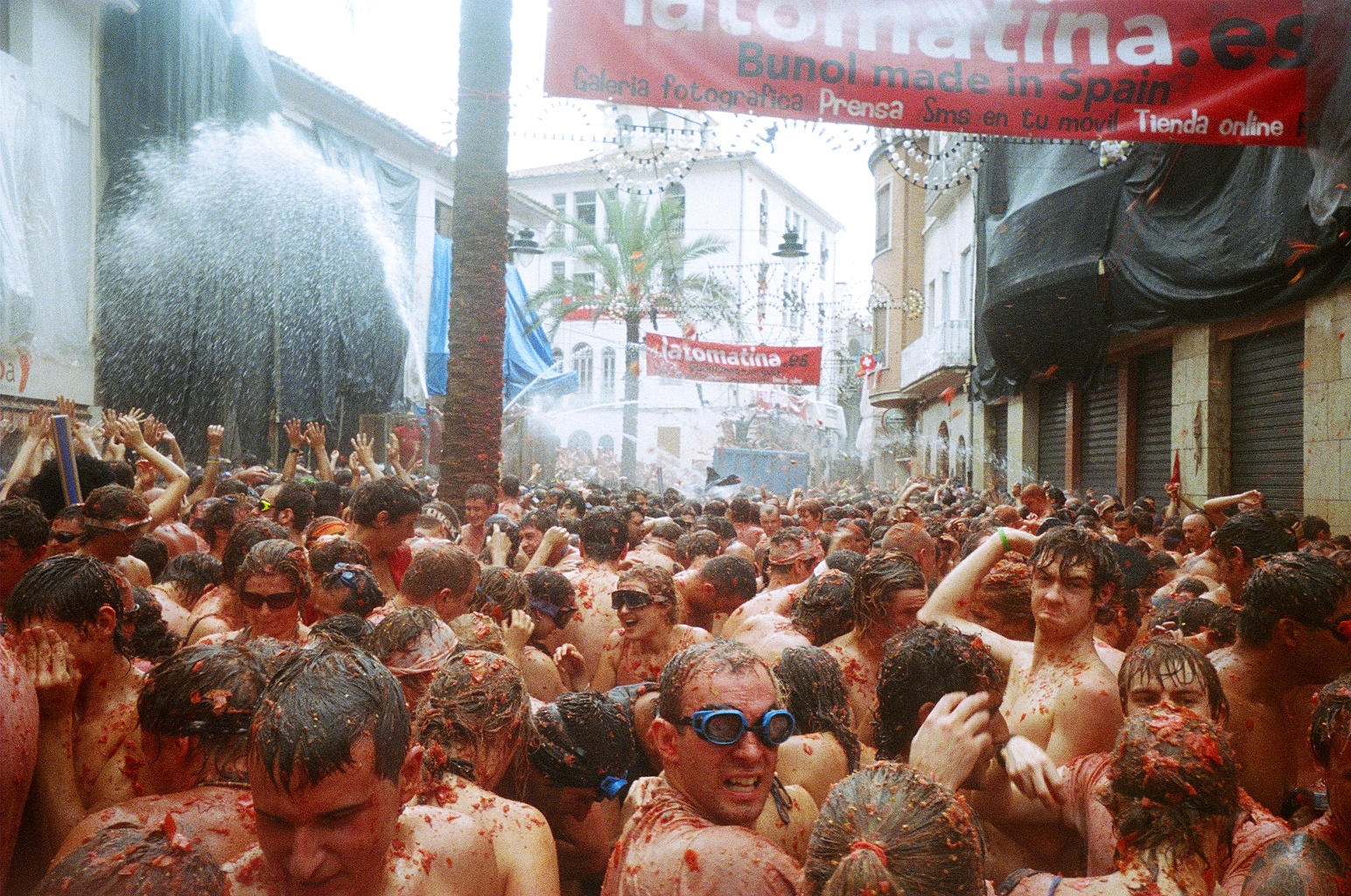
مهرجان لا توماتينا في عام 2006.

مهرجان التراشق بالطماطم أو «لا توماتينا» La Tomatina وهو المهرجان السنوي للطماطم (البندورة) يقام في الأربعاء الأخير من شهر آب كل عام، حيث يستعمل حوالي 100 طن من الطماطم وذلك في قرية بيونول Buñol في مقاطعة فالنسيا في إسبانيا. ويقوم المحتفلون برشق بعضهم بالطماطم لمدة ساعة.
المهرجان يقام في مدة أسبوع ويتضمن الموسيقى، وعروض الرقص، والألعاب النارية. وفي الليلة التي تسبق المهرجان يتسابق المشاركون في طبخ الباييلا Paella. ومن تقاليد المهرجان، ترتدي النسوة الأبيض، ولا يرتدي الرجال أي قمصان.
بدأ هذا الاحتفال عفوياً عام 1945، ولم يُعترف به رسمياً إلا في عام 1952.